# (101955) Bennu
(101955) Bennu es un asteroide próximo a la Tierra de unos 500 metros de diámetro y una masa de 6 × 1010 kg. Su acercamiento máximo al Sol (perihelio) queda en el interior de la órbita de la Tierra y su alejamiento máximo (afelio) llega casi a la órbita de Marte. Sin embargo, su órbita no se interseca con la de la Tierra debido a que está en otro plano orbital. Es clasificado como un asteroide Apolo (asteroides cuyas órbitas están en las inmediaciones de la órbita de la Tierra).
Este asteroide fue seleccionado para ser visitado por la sonda espacial OSIRIS-REx en el año 2018 (su lanzamiento fue el 8 de septiembre de 2016). Esta sonda recogió muestras de polvo del asteroide con un brazo robótico y las ha traído de vuelta a la Tierra. Inicialmente se estimó que podría recoger más de 60 gramos. La recogida de muestras se produjo en el año 2020 y el regreso a la Tierra con las muestras ocurrió el 23 de septiembre de 2023.

## Descubrimiento y nombre
Bennu fue descubierto por el equipo del Lincoln Near-Earth Asteroid Research desde Socorro (Nuevo México) el 11 de septiembre de 1999. Recibió originalmente la designación 1999 RQ36. Cuando se lo seleccionó para ser destino de la sonda espacial, la Sociedad Planetaria llamó a un concurso para ponerle un nombre. El concurso lo ganó un niño de nueve años, que sugirió el nombre Bennu, por un pájaro asociado con el dios egipcio Osiris.

## Parámetros orbitales
Bennu orbita a una distancia media de 1,126 ua del Sol, pudiendo acercarse hasta 0,8969 ua y alejarse hasta 1,356 ua. Tiene una excentricidad de 0,2037 y una inclinación orbital de 6,035 grados. Emplea en completar una órbita alrededor del Sol 436.6 días. El movimiento de Bennu sobre el fondo estelar es de 0,8245 grados por día.
Bennu pertenece a los asteroides potencialmente peligrosos.

## Características físicas
La magnitud absoluta de Bennu es 20,9 y el periodo de rotación de 4,276 horas.
El asteroide es una acumulación de escombros de diferentes tamaños. Pequeños guijarros son despedidos del asteroide, desde el ecuador, regresando a la superficie, pero algunos quedándose en órbita. La observación la realizó la sonda  OSIRIS-REx, el 19 de enero de 2019. La causa de este fenómeno radica en la baja gravedad, sumada a la rápida rotación, por lo que un guijarro puede ponerse en órbita si adquiere una velocidad baja, por ejemplo, rodando por una de sus laderas (la atracción gravitatoria en la superficie del asteroide es de solo 8 millonésimas de g, (es así en los polos) pero en el ecuador, debido a la rápida rotación, la atracción se reduce a 3 millonésimas de g).